# Kader Abdolah
Kader Abdolah (persan: قادر عبدالله), de son vrai nom Hossein Sadjadi Ghaemmaghami Farahani (persan: حسین قائم مقام فراهانی), né le 12 décembre 1954 à Arak (Iran) est un écrivain perse qui s'est installé en 1988 aux Pays-Bas et qui écrit en néerlandais.

## Biographie
Kader Adolah grandit dans une région islamiste d'observance stricte. En imitation de son arrière-arrière-grand-père Qhaem Megham Ferahni, il veut devenir écrivain et, dès l'âge de 12 ans, il étudie la littérature occidentale. De là vient son intérêt pour l'Occident dont il écoute clandestinement des émissions radio.    
Il étudie la physique à l'université de Téhéran et obtient un poste de directeur dans une usine d'emballage. C'est à cette époque qu'il s'intéresse à l'écriture et produit de nombreux textes en langue persane. Après avoir publié  deux recueils de contes, sous le nom de deux membres de l'opposition exécutés, Kader et Abdolah, les autorités découvrent qu'il est un membre actif de l'opposition et il doit fuir son pays en 1985. Il décide de se réfugier aux Pays-Bas. 
Áprès un séjour dans le centre de réfugiés à Apeldoorn, il obtient une maison à Zwolle où il reste jusqu'en 2003, année où il déménage à Delft. 
Il apprend le néerlandais largement en autodidacte à l'aide de livres d'enfants et de recueils de poésie. Il écrit dès ce temps en néerlandais, tout en luttant pour mieux maîtriser la langue. Il débute en 1993 avec le recueil de nouvelles "De adelaars" (Les aigles), qui est lauréat du prix néerlandais de débutants : le Gouden Ezelsoor.  
Il publie un nombre croissant de livres sous le pseudo de Kader Abdolah et il écrit chaque semaine une rubrique dans le journal "de Volkskrant" sous le pseudo de Mirza, qui signifie "chroniqueur" et qui est en plus le nom de son père décédé. Son œuvre a la plupart du temps pour objet la vie entre deux cultures, celle d'Iran et celle des Pays-Bas, ainsi que sur la vie dans la diaspora.  
Le 26 avril 2008 sort en librairie son livre De Boodschapper - De Coran (Le Messager - Le Koran), un diptyque, formé d'une biographie romancée de Mahomet et des textes traduits du Coran. L'auteur a l'intention de contribuer avec ce livre de façon positive au débat sur l'islam.
Il a reçu plusieurs prix, il est décoré "Chevalier de l'Ordre du Lion néerlandais" et la France l'a décoré "chevalier de l'Ordre des arts et des lettres". 
En 2007, les lecteurs ont choisi son livre "La maison de la mosquée" comme le deuxième meilleur livre néerlandais de tout temps, tout de suite après La découverte du ciel de Harry Mulisch.

## Œuvres
- De adelaars, récits (1993)
- De meisjes en de partizanen, récits (1995), traduit en français : Les Jeunes Filles et les Partisans
- De reis van de lege flessen, roman (1997), traduit en français : Le Voyage des bouteilles vides
- Mirza, chroniques (1998)
- Spijkerschrift, roman (2000), traduit en français : Cunéiforme.
- De koffer, nouvelle(2001)
- Een tuin in de zee, chroniques  (2001)
- Kélilé en Demné, adaptation néerlandaise de récits persans (2002)
- Sophia's droë vrugte, roman (2002)
- Portretten en een oude droom, roman (2002); réédité en 2006 sous le titre De droom van Dawoed
- Karavaan, chroniques (2003)
- Het huis van de moskee, roman (2005) (Traduit en français : La Maison de la mosquée)
- De Boodschapper - De Koran, diptyque biographie romancé/traduction textes (2008). (Traduit en français : Le Messager)
- De Kraai, roman (2011)
- Het pad van de gele slippers, roman (2018)